# Jolanta Kubicka
Jolanta Kubicka-Helsztyńska (ur. 25 lipca 1943 w Łobżenicy) – polska piosenkarka.

## Życiorys
Jest absolwentką Liceum Muzycznego w Bydgoszczy, w klasie perkusji. Debiutowała w 1965 tamże. Była związana z zespołem Estrady Wojskowej. Jej największa popularność przypadła na lata 70. XX wieku. Występowała na licznych festiwalach krajowych (Zielona Góra, Opole, Kołobrzeg) oraz brała udział w koncertach estradowych w kraju i za granicą (NRD, Bułgaria, Rumunia, Francja, Szwecja, ZSRR, Stany Zjednoczone, Kanada). Dokonała także nagrań radiowych i telewizyjnych. W 1972 śpiewała w Klubie Piosenki Związku Polskich Autorów i Kompozytorów ZAKR w Warszawie. Do jej najpopularniejszych piosenek można zaliczyć: „Moje pytanie”, „Twoje serce”, „Weź moją gwiazdę” i „Noc bez pożegnań”.
W 2016 została odznaczona Brązowym Medalem „Zasłużony Kulturze Gloria Artis”.
Po rozwodzie związała się z adwokatem Przemysławem Helsztyńskim. Ma córkę (Karolinę) i syna (Rafała).

## Dyskografia

### Albumy
- 1972 – Światło w lesie (LP, Muza SXL 0797) (reedycja w 1999)
- 1976 – Za miłością idę (LP, Muza SX 1395)
- 1979 – Jolanta Kubicka (LP, Muza SX 1833)
- 1999 – Tango (CD, Muza PNCD 479)

## Nagrody
- 1971 – I nagroda na Festiwalu Piosenki Radzieckiej w Zielonej Górze
- 1972 – nagroda Polskiego Radia i Telewizji za interpretację piosenki Światło w lesie oraz nagroda Polskich Nagrań
- 1973 – nagroda publiczności na festiwalu w Rostocku (NRD)
- 1973 – Srebrny Pierścienia na Festiwalu Piosenki Żołnierskiej w Kołobrzegu
- 1974 – III nagroda na festiwalu w Słonecznym Brzegu (Bułgaria)